# Wrocławski Festiwal Gitarowy
Wrocławski Festiwal Gitarowy Gitara+ – festiwal muzyki gitarowej odbywający się we Wrocławiu. Jego pierwsza edycja odbyła się w 1998 r. pod nazwą Gitara+, kiedy to grupa gitarzystów postanowiła zorganizować cykl koncertów z udziałem tego instrumentu. Od początku istnienia festiwalu jego dyrektorem artystycznym jest Krzysztof Pełech, natomiast dyrektorem organizacyjnym byli kolejno: Marek Długosz i Katarzyna Krzysztyniak.
Wrocławski Festiwal Gitarowy prezentuje różne oblicza gitary: począwszy od muzyki poważnej poprzez jazz, muzykę latynoską, orientalną, po flamenco i fingerstyle.
Z festiwalem związane jest wydawnictwo płytowe „GITARA” – album będący kompilacją utworów artystów, którzy wystąpili podczas 13. edycji festiwalu w 2010 roku, m.in. Tommy’ego Emmanuela, Jesse’ego Cooka, Cañizaresa, Marka Napiórkowskiego, Louisa Winsberga.

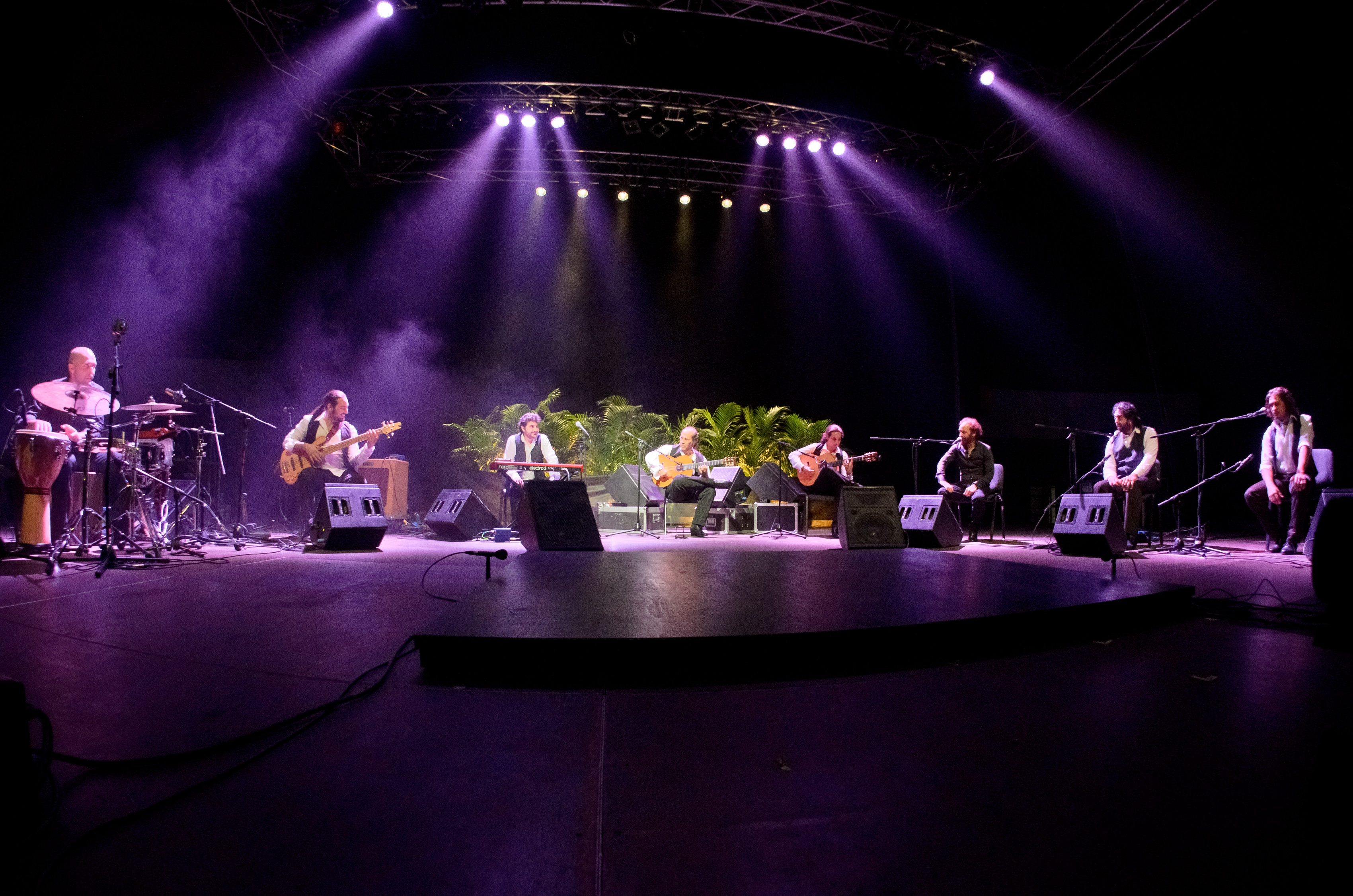
Wrocławski Festiwal Gitarowy, fot. Jarek Pępkowski

## Artyści Festiwalu

### 2013

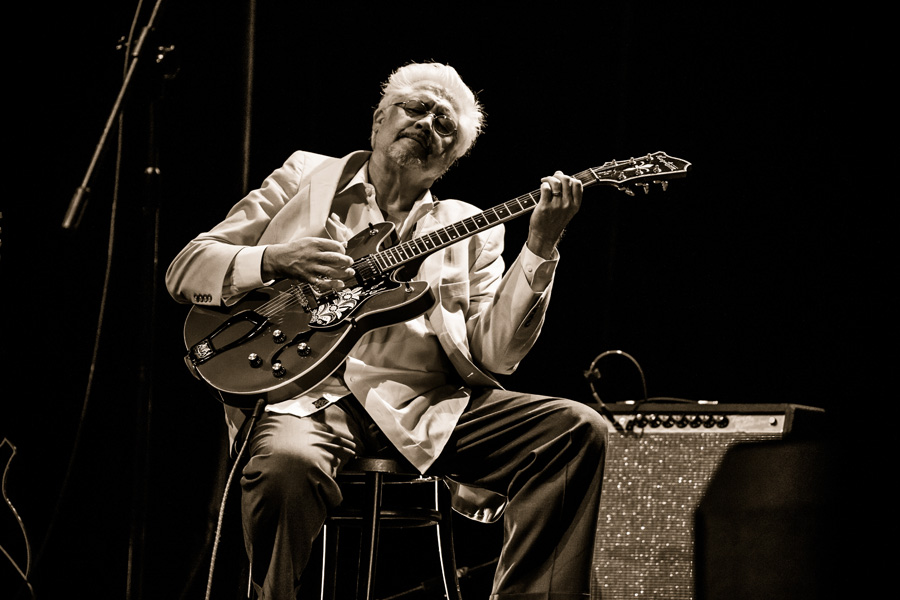
Larry Coryell, Wrocławski Festiwal Gitarowy 2013, fot. Jarek Pępkowski

Que Passa (Polska), Peppino D’Agostino (Włochy), Diknu Schneeberger Trio (Austria), Lazhar Cherouana (Francja), Dávid Pavlovits (Węgry), Eamon McGrath (Kanada), Soundz Good (Polska), Duo Melis (Hiszpania, Grecja), Yvonne Sanchez (Kuba, Polska), Pedro Tagliani (Brazylia), Larry Coryell (USA), Artur Lesicki Quartet (Polska), Krzysztof Kiljański (Polska), Leszek Zaleski Quartet (Polska), Marek Napiórkowski Trio KonKubiNap (Polska), Wojtek Pilichowski Band (Polska), Krzysztof Pełech (Polska), Jan Markowski (Polska), Filip Optołowicz (Polska), Antoni Tomaszewski (Polska), Trio-Duo Mandoline (Niemcy), Kwartet gitarowy Quartissimo (Niemcy), oktet Klimparáda (Czechy), Duo Extra Klasa (Polska), Trio gitarowe SMS (Polska), Duo Nuevo (Polska), Szymon Wójcik i Kacper Piekarski (Polska), Trio Andaluzja (Polska), Trio gitarowe Pizzicato (Polska), Antoni Tomaszewski i Tadeusz Tomaszewski (Polska), Kwartet Gitarowy OSM (Polska).

### 2012
Ultra High Flamenco (Hiszpania), Marcin Olak Trio (Polska), Ana Vidović (Chorwacja), Paolo Cherici (Włochy), Jan Čižmář i Marta Kratochvílová (Czechy), Jan Peszek (Polska), Krzysztof Nieborak (Polska), Christian Heimel (Austria), Zehnder-Preisig Duo (Szwajcaria), John McLaughlin & The 4th Dimension (Wielka Brytania / Indie / Kamerun), Tommy Emmanuel (Australia), Piotr Restecki (Polska).

### 2011
Carlos Piñana (Hiszpania), Javier García Moreno (Hiszpania), Antonio Forcione (Włochy), New Tango Bridge (Polska), Cracow Guitar Quartet (Polska), Los Desperados (Polska), Stefan Grasse Trio (Niemcy), Michael Langer (Austria), Ensemble Spectral (Polska), Preston Reed (Szkocja), Paco de Lucía & Band (Hiszpania).

### 2010
Tommy Emmanuel (Australia), Richard Smith (USA), Martin Taylor (Wielka Brytania), Johnny Dickinson (Wielka Brytania), Joscho Stephan (Niemcy), Marek Napiórkowski (Polska), Adam Palma (Polska), Piotr Słapa (Polska), Cañizares (Hiszpania), Miscelánea Guitar Quartet (Hiszpania, Grecja), Pi-Er-2 (Polska), Franck Tortiller (Francja), Stéphane Huchard (Francja), Marc Berthoumieux (Francja), Linley Marthe (Francja), Zehnder Kraah Trio (Szwajcaria), Lorenzo Micheli (Włochy), Julia Malischnig (Austria), Jacaras (Polska), Witold Kozakowski (Polska), Johannes Tonio Kreusch (Niemcy), Apostolis Anthimos (Grecja), Zděnek Bína Acoustic Project (Czechy), Dorota Miśkiewicz (Polska), Jesse Cook Quintet (Kanada), Artur Lesicki (Polska), Louis Winsberg (Francja), Jakub Kościuszko (Polska), Krzysztof Pełech (Polska)

### 2009
Al Di Meola (USA), Jesse Cook Quintet (Kanada), Anna Maria Jopek (Polska), Dorota Miśkiewicz (Polska), Henryk Miśkiewicz (Polska), Carsten Linck & Carsten Grøndahl (Dania, Niemcy), Duo Debs-Fruscella (Włochy), Esencia Flamenca (Hiszpania), Freeway Quintet (Polska), Jože Kotar & Tomaž Rajterić (Słowacja), Marek Napiórkowski Quartet (Polska), Ulisses Rocha & Teco Cardoso (Brazylia), Artur Lesicki (Polska), Anna Pietrzak (Polska), Robert Horna (Polska), Joanna Dobrakowska (Polska)

### 2008
Vinnie Colaiuta (USA), Chick Corea (USA), Kenny Garrett (USA), Christian McBride (USA), John McLaughlin (Wielka Brytania), Krzysztof Meisinger (Polska), Petra Poláčková (Czechy), Wojciech Radziejewski (Polska), Janko Rašeta (Polska), Aleksandra Rupocińska (Polska), Arkadiusz Stachowski (Polska), Robert Szydło (Polska), Roman Viazovskiy (Ukraina), Louis Winsberg (Francja), Duo Giuseppe Caputo-Luciano Pompilio (Włochy), Jaleo (Francja/Hiszpania), Kwartet Gitarowy 4-tissimo (Ukraina, Rosja, Białoruś), Orkiestra Kameralna „Capella Bydgostiensis” (Polska), Susan Weinert (Niemcy), Łukasz Kuropaczewski (Polska), Anna Badecka (Polska), Artur Lesicki (Polska)

### 2007
Paco de Lucía (Hiszpania), Michał Bąk (Polska), Peter Finger (Niemcy), Jakub Kościuszko (Polska), Grzegorz Krawiec (Polska), Rolf Lislevand (Norwegia), Duo Guitarinet (Polska), Duo Katona (Węgry), Nelson Veras & Stephane Galland (Brazylia), Zgorzelecka Orkiestra Mandolinistów (Polska), Pasieczny Marek (Polska), Joscho Stephan Quartet (Niemcy), Trio Balkan Strings (Bułgaria), Martin Taylor (Wielka Brytania), Aniello Desiderio (Włochy), Zoran Dukič (Chorwacja), Orkiestra Kameralna Wratislavia – Jan Stanienda (Polska)

### 2006
El Macareno y grupo (Hiszpania), Kamil Bartnik (Polska), Saša Dejanović (Bośnia i Hercegowina), Marcin Dylla (Polska), Wojciech Radziejewski (Polska), Arkadiusz Stachowski – Magdalena Wirga-Schneider (Polska), Not Only (Polska), Njorek (Czechy), Duo Bandini & Chiacchiaretta (Włochy), Pavel Steidl (Czechy), Joscho Stephan Quartet (Niemcy)

### 2005
Alexander Swete (Austria), Dmitrij Illarionov (Rosja), Orkiestra Kameralna „Ricordanza” (Polska), José Maria Florencio Junior (Polska), Tomasz Kandulski (Polska), Dominik Mas – Wojciech Radziejewski (Polska), Jakub Kościuszko – Jacek Ropski (Polska), Iwona Kania – Michał Karbowski (Polska), Michał Stanikowski (Polska), Jakub Kościuszko – Jacek Ropski (Polska), Guitar Project Trio (Włochy), Trio Balkan Strings (Serbia), Yevgen Shtepa (Ukraina), Andrea Vettoretti (Włochy), La Volta (Szwajcaria), Oscar Guzman y grupo „Flamenco de Sevilla” (Hiszpania)

### 2004
Tommy Emmanuel (Australia), Rafael Cortes y grupo (Niemcy/Hiszpania), Vladislav Blaha (Czechy), Jaromir Zamečnik (Czechy), Rafał Baranowicz & Grzegorz Mańkowski (Polska), Małgorzata Klawińska (Polska), Dawid Pajdzik (Polska), Jakub Cywiński (Polska), Maciej Czempik & Maciej Mazurek (Polska), Anna Patkiewicz & Marek Długosz (Polska), Finn Svit (Dania), Jochen Brusch (Niemcy), Krzysztof Pełech (Polska), Piotr Rangno (Polska/Niemcy)

### 2003
Danza del Fuego (Polska), Juan Polvillo & Juan Compania (Hiszpania), Anna Pietrzak (Polska), Dominik Tomasiak & Jan Krzeszowiec (Polska), Giampaolo Bandini (Włochy), Roch Modrzejewski (Polska), Mikulscy Quartet Będ (Polska), David Pavlovits (Węgry), Josef Zsapka & Dagmar Zsapkova (Słowacja), Guitar Duo Barek And Ghali (Czechy), Duo Kaltchev (Bułgaria/Niemcy), Grupa MoCarta (Polska)

### 2002
Marek Pasieczny (Polska), Jose Mauel Sanches Compania Flamenca (Hiszpania), Panebianco & Del Monaco Ensemble (Hiszpania), Aleksander Vinitski (Rosja), Beata Będkowska-Huang (Polska/Niemcy), Jan Jakub Bokun (Polska), Gerard Drozd (Polska), Jose Manuel Cuenca & Francisco Cuenca (Hiszpania)

### 2001
Aniello Desiderio (Włochy), Duo Alirio (Polska), Vladislav Blaha (Czechy), Kamil Bartnik (Polska), Alfredo Panebianco & Vania del Monaco (Kuba/Hiszpania), Lautten Compagney (Niemcy), Gene Bertoncini (USA), Duo Kaltchev (Bułgaria), Yoshimasa Yoshida (Japonia), Łukasz Pietrzak (Polska), Rafael Cortes y Grupo (Hiszpania)

### 2000
Robert Horna (Polska), Jarema Klich (Polska), Marek Napiórkowski – Artur Lesicki (Polska), Wroclaw Guitar Orchestra – Robert Kurdybacha (Polska), Anna Amahi Company (Hiszpania), Łukasz Kuropaczewski (Polska), Enver Izmailov Trio (Ukraina), Marcin Dylla (Polska), Aleksandra Kurzak, Todd Hallawell (USA), Mikhail Leontchik (Białoruś), Aleksei Stepantsov (Białoruś)

### 1999
Costas Cotsiolis (Grecja), Jorge Morel (Argentina/USA), Wroclaw Pfilharmonic Orchestra – Michal Nesterowicz (Polska), Pavel Stiedl (Czechy/Holandia), Martin Taylor (Wielka Brytania), Pepe & Alex Torres (Peru), Tomatito Quinteto (Hiszpania), „Zrzeszeni Artyści Wrocławia” (Polska), Jan Jakub Bokun (Polska)

### 1998
Zoran Dukič (Chorwacja), Danza del Fuego (Polska), „Zrzeszeni Artyści Wrocławia” (Kamil Bartnik, Waldemar Gromolak, Jarema Klich, Anna i Łukasz Pietrzak, Krzysztof Pełech), Heinz Affolter’s Acoustic Adventure (Szwajcaria), Ana Vidovič (Chorwacja), Aniello Desiderio (Włochy), Groningen Guitar Duo (Holandia), Adam Klocek – (Polska), Grzegorz Olkiewicz – (Polska), Beata Będkowska-Huang (Polska), Christian Reichert (Niemcy), Orkiestra Kameralna Wratislavia – Jan Stanienda (Polska)